# Абъристуит
Абърѝстуит (на уелски и на английски: Aberystwyth; на уелски Аберъ̀стуит, кратък вариант на местния диалект Абер, буквени символи и звуков файл за английското произношение ) е град в Северозападен Уелс, графство Керъдигиън. Разположен е около устиетата на реките Рейдол и Истуит в залива Кардиган Бей на Ирландско море на около 100 km на югозапад от английския град Шрусбъри. Има пристанище, крайна жп гара и университет. Има също туристическа теснолинейка с дължина около 15 km, която пътува около река Рейдол до село Девилс Бридж и обратно. Морски курорт. Населението му е 11 607 жители според данни от преброяването през 2001 г.

## Спорт
Представителният футболен отбор на града се казва ФК Абъристуит Таун. Дългогодишен участник е в Уелската Висша лига.

## Личности
Родени
- Шарън Магуайър (р. 1960), уелска кинорежисьорка
- Анейрин Хюз (р. 1958), уелски киноартист и певец

## Побратимени градове
- Ескуел, Аржентина
- Кронберг им Таунус, Германия
- Сейнт Брийок, Франция